# Edmonton Drillers
Los Edmonton Drillers fueron un equipo de fútbol de Canadá que formaron parte de la North American Soccer League, la desaparecida liga de fútbol más importante de los Estados Unidos.

## Historia
Fue fundado en el año 1979 en la ciudad de Edmonton por el dueño emprendedor de los Edmonton Oilers Peter Pocklington. Anteriormente el equipo era conocido como los Oakland Stompers, Hartford Bicentennials y Connecticut Bicentennials.
Joe Patrone fue el gerente general de los Drillers durante toda su existencia. Los perforadores fueron entrenados entre 1979 y 1980 por Hans Kraay, que trajo una serie de jugadores con él desde Holanda. Después de Kraay, Timo Liekoski se hizo cargo del equipo como entrenador en 1981, mientras que Patrone serviría como entrenador interino hasta que el equipo desapareció al final de la temporada de 1982.
Durante la temporada al aire libre, los perforadores jugaron sus partidos de local en el Estadio Commonwealth, pero la disminución de las multitudes durante el último año vio hizo que el equipo se mudara para un estadio más antiguo y más pequeño (el Clarke Stadium), lo que llevó incluso a un menor número de aficionados que asistían a los juegos. Los perforadores jugaron sus dos temporadas de fútbol de salón en el Edmonton Coliseum. El equipo al aire libre se caracterizó por un fuerte estilo defensivo de juego, pero su estilo de interior se basa en un estilo de run-and-go de ataque. La asistencia para los juegos al aire libre oscilaron alrededor de 10.000 aficionados en las primeras etapas de la franquicia a bajar a los 4.000 por juego en 1982. En comparación, los juegos de interior eran más exitosas y rentables, ya que tuvieron una asistencia que oscilan entre 5000 a 7000 aficionados por partido en 1981 y 1982.
Los perforadores derrotaron al Chicago Sting 5-4 frente a 16,257 aficionados en el estadio de Chicago para capturar el campeonato de indoor de la NASL en 1981.

### Factores que llevaron al colapso
En 1982, los costos se dispararon para el equipo como lo fueron con una serie de otras franquicias de la NASL. En el caso de Edmonton, en particular, los siguientes han especulado como factores relacionados con el colapso del equipo: el escaso apoyo de los medios de comunicación local; dificultades derivadas de un trato difícil con los dueños del Coliseo y el Estadio de la Commonwealth en relación con la asistencia, las concesiones y los estacionamientos en los juegos de interior; y como admitió John Colbert, gerente de negocios de los perforadores en 1982, una estrategia de negocio que consistía en una construcción de arriba hacia abajo para el equipo (es decir, la incorporación de los jugadores internacionales caros en comparación con el desarrollo económico del talento local).

## Palmarés
- NASL Indoor: 1

1980/81

## Temporadas
| Año     | Liga        | G  | P  | E | Pts | Temporada Regular                        | Playoffs                   | Asistencia                 |
| ------- | ----------- | -- | -- | - | --- | ---------------------------------------- | -------------------------- | -------------------------- |
| 1979    | NASL        | 8  | 22 | — | 88  | 3º Americana Oeste                       | No clasificó               | 9,924 (16º de 24 equipos)  |
| 1980    | NASL        | 17 | 15 | — | 149 | 1º División Oeste, Conferencia Americana | Semifinal (Ft. Lauderdale) | 10,920 (15º de 24 equipos) |
| 1980/81 | NASL Indoor | 10 | 8  | — | —   | 2º División Norte                        | Campeón (Chicago)          | n/a                        |
| 1981    | NASL        | 12 | 20 | — | 123 | 5º División Noroeste                     | No Clasificó               | 10,632 (13º de 21 equipos) |
| 1981/82 | NASL Indoor | 13 | 5  | — | —   | 1º Division Noroeste                     | Semifinal (San Diego)      | n/a                        |
| 1982    | NASL        | 11 | 21 | — | 93  | 6º División Oeste                        | No Clasificó               | 4,922 (14º de 14 equipos)  |

## Jugadores destacados
Estos son los mejores jugadores que militaron con los Edmonton Drillers a lo largo de su historia:
| - Lee Atack (1979) - Andy Atuegbu (1979) - Pasquale de Luca (1980–1982) - Drew Ferguson (1979–1982) - Jan Goossens (1979–1982) - Albert Gudmundsson (1980–82) - Kai Haaskivi (1981–1982) - Klaus Heinlein (1980–1981) - Lorenz Hilkes (1979–1980) - Brian Hornsby (1982) - Bernie James (1980–1982) - David Kemp (1982) - Edi Kirschner (1980–1981) - Hayden Knight (1980) - Vusi Lamola (1980) | - Mark Liverić (1979) - Dwight Lodeweges (1979–1982) - Mike McLenaghen (1982) - Peter Mellor (1982) - Peter Nogly (1980–1981) - Ross Ongaro (1980–1981) - Andre Oostrom (1980–1982) - Joe Raduka (1979–1982) - Neill Roberts (1982) - Alex Schoenmaker (1980) - Mike Sweeney (1980–1982) - Henk Ten Cate (1980) - Bogdan Turudija (1979) - Bruce Twamley (1979) - John Webb (1980–1982) |